# Теляж
Теляж (укр. Теляж) — село в Сокальской городской общине Шептицкого района Львовской области Украины.
Население по переписи 2001 года составляло 811 человек. Занимает площадь 2,005 км². Почтовый индекс — 80015. Телефонный код — 3257.

## История
В 1995 году селу Ланковое возвращено историческое Теляж